# Miguel Ángel Jenner
Miguel Ángel Jenner Redondo (Lavapiés, Madrid, 2 de junio de 1952) es un actor de doblaje,  director, ajustador, traductor de doblaje y presentador ocasional español.
Es padre de la actriz Michelle Jenner y de David Jenner, con los que comparte la profesión del doblaje. Además, su antepasado Edward Jenner fue el inventor de la vacuna contra la viruela.

## Biografía
Comenzó su actividad profesional como actor de music hall, televisión y teatro en Madrid. Fue Maestro de Ceremonias del Music-Hall situado en la calle Padre Xifré entre 1975 y 1979.
En 1982 se trasladó a vivir a Barcelona para formar parte de la compañía del music hall Belle Epoque, donde ejerció de Maestro de Ceremonias de los distintos espectáculos hasta finales de 1988.
A mediados de los años ochenta Televisión Española le confió la presentación del concurso infantil Los sabios (1985-1986) en sustitución del presentador Andrés Caparrós. Jenner condujo el espacio durante setenta y ocho programas, desde su segunda temporada hasta su conclusión, con un atuendo de profesor universitario, con toga, bonete rojos y enormes mostachos.
En 1987 presentó el espacio musical El Edén, también para TVE en el que se recuperaban números de la época dorada del género de la revista y del music hall.
En 1982 se inició en el mundo del doblaje con la serie de televisión Canción triste de Hill Street. Ha trabajado en más de 3.000 películas como actor y director de doblaje principalmente, aunque también como traductor y ajustador. En castellano, es la voz habitual de los actores Samuel L. Jackson y Jean Reno. También en la animación, ha sido la voz de Lumière en La bella y la bestia, del Súper en Mortadelo y Filemón, de Pumba en El rey león, del malvado brujo Rothbart en La princesa cisne, del malvado Gobernador Ratcliffe en Pocahontas, de Señor Patata en la saga Toy Story, de archidiácono en El jorobado de Notre Dame, de Cíclope en Hércules, de Kralahome en El rey y yo, de Boris en Balto, de Coco en Babar en la selva, de Aventura en El guardián de las palabras, de Kirby en La tostadora valiente, de Pepe Le Pew en Space Jam, de Le Rana en Ratónpolis, de Látigo en Turbo, de Kai en Kung Fu Panda 3, de Henry J. Waternoose en Monstruos S.A., de Doctor Jekyll y Mr Hyde en Van Helsing: Misión en Londres, de Chef Louis en La sirenita, de Jigsaw en la saga de Saw, y la de Maltazar en Arthur y los Minimoys. Además fue el adaptador de diálogos y director de doblaje de la trilogía de  El Señor de los Anillos, al tiempo que doblaba al personaje del enano Gimli. Ha doblado en más de 3000 películas y dirigido cientos de películas, entre ellas destacadas: Pulp Fiction, La Vida es Bella, Cadena Perpetua, Sospechosos habituales, Kill Bill, Vol.1, etc.
Es la voz habitual de Samuel L. Jackson, Jean Reno, Ving Rhames, Keith David, Alun Armstrong,  Tobin Bell, Jim Carter, Michael Clarke Duncan, Bill Cobbs, Robbie Coltrane, John Doman, Michael Dorn, Charles S. Dutton, Sam Elliott, Frankie Faison, Danny Glover, Louis Gossett, Jr., Dennis Haysbert, Ernie Hudson, Michael Ironside, Tchéky Karyo, Frank Langella, Ted Levine, Delroy Lindo, Malcolm McDowell, Bruce McGill, Ian McShane, Peter Mullan, Ron Perlman, John Rhys-Davies, Don Rickles, J. K. Simmons, Bryan Cranston, Timothy Spall, Tom Waits, Bruce Weitz, Ray Winstone...
Especialmente destacable es su doblaje de Clancy Brown como el duro e imponente celador Byron Hadley en Cadena perpetua (1994), donde Jenner también ejerció como director de doblaje.
A principios de 2009, interpretó el papel del general Luis Caruana en el telefilme que emitió TVE sobre el 23-F. En los últimos años, ha participado como narrador y actor en cortometrajes, concretamente en El forjador de historias, Enarmonía. En ese mismo año rodó el cortometraje La historia de siempre de José Luis Montesinos, trabajo galardonado hasta la fecha con 137 premios en distintos festivales de todo el mundo, entre los cuales dieciocho de ellos le fueron otorgados al propio actor por su interpretación. Destaca entre ellos la Biznaga de Plata al Mejor Actor en el Festival de Cine Español de Málaga 2010.
En 2010 participó en el rodaje de algunos episodios de La Riera, serie de TV3.
En 2011 participó en XP3D, película de terror en 3D producida por Rodar y Rodar y en la que interpreta al Profesor Fuentes, un profesor universitario muy peculiar.
En 2013 protagonizó Lo desconocido, cortometraje dirigido por el joven director Carlos Muñoz.
También participó en la serie de Antena 3 Gran Hotel, de Bambú Producciones, en la que encarna al personaje del General Alejandro Herrera.
Ha intervenido en la serie de La 1 de TVE Isabel como Sancho Jiménez de Solís.
En 2014 protagoniza, junto a su compañero Lluís Altés, el cortometraje El corredor, dirigido por José Luis Montesinos. Un trabajo galardonado por todo el planeta y que en España ha obtenido entre otros el Premio al mejor cortometraje europeo en la SEMINCI 2014, el Premio Gaudí 2015 de la Academia de Cine de Cataluña, el Premio José María Forqué 2016 al mejor cortometraje y el Goya 2016 al mejor cortometraje.

## Número de doblajes de actores más conocidos
- Voz habitual de Samuel L. Jackson (en 79 películas) desde 1993.
- Voz habitual de Jean Reno (en 41 películas) desde 1995.
- Voz habitual de Ving Rhames (en 31 películas) desde 1990.
- Voz habitual de Keith David (en 28 películas) desde 1987.
- Voz habitual de Jim Carter (en 17 películas) desde 1996.
- Voz habitual de J.K. Simmons (en 15 películas) desde 2006.
- Voz habitual de Ernie Hudson (en 15 películas) desde 1994.
- Voz habitual de Tchéky Karyo (en 15 películas) desde 1995.
- Voz habitual de Tobin Bell (en 15 películas) desde 2000.
- Voz habitual de Ian McShane (en 13 películas) desde 1988.
- Voz habitual de Charles S. Dutton (en 12 películas) desde 1989.
- Voz habitual de Frankie Faison (en 12 películas) desde 1989.
- Voz habitual, pero no principal, de Michael Ironside (en 12 películas) desde 1990.
- Voz habitual de John Rhys-Davies (en 11 películas) desde 1989.
- Voz habitual de Malcolm McDowell (en 10 películas) desde 2004.
- Voz habitual de Peter Mullan (en 10 películas) desde 2004.
- Voz habitual de Ron Perlman (en 10 películas) desde 2004.
- Voz habitual de Ted Levine (en 9 películas) desde 1993.
- Voz habitual de Robbie Coltrane (en 9 películas) desde 1995.
- Voz habitual de Michael Clarke Duncan (en 9 películas) desde 1999.
- Voz habitual de Alun Armstrong (en 8 películas) desde 1992.
- Voz habitual de Delroy Lindo (en 8 películas) desde 1991.

## Algunos doblajes realizados
| Actor original      | Título                                                  | Personaje                     | Año       |
| ------------------- | ------------------------------------------------------- | ----------------------------- | --------- |
| Leonard Nimoy       | Star Trek III: En busca de Spock                        | Spock                         | 1984      |
| Clancy Brown        | Cadena Perpetua                                         | Capitán Hadley                | 1994      |
| Henri Poirier       | El golpe de menhir                                      | Abraracúrcix                  | 1989      |
| Vincent Grass       | Astérix y los vikingos                                  | Abraracúrcix                  | 2006      |
| Wallace Shawn       | La princesa prometida                                   | Vizzini                       | 1987      |
| Everett McGill      | 007: Licencia para matar                                | Ed Killifer                   | 1989      |
| Leonard Nimoy       | Star Trek V: La última frontera                         | Spock                         | 1989      |
| René Auberjonois    | La sirenita                                             | Chef Louis                    | 1989      |
| Richard Bright      | El padrino III                                          | Al Neri                       | 1990      |
| Jerry Orbach        | La bella y la bestia                                    | Lumière                       | 1991      |
| Leonard Nimoy       | Star Trek VI: Aquel país desconocido                    | Spock                         | 1991      |
| Stanley Anderson    | Robocop 3                                               | Zack                          | 1993      |
| Ernie Sabella       | El rey león                                             | Pumba                         | 1994      |
| Jack Palance        | La princesa cisne                                       | Rothbart                      | 1994      |
| Michael Dorn        | Star Trek: Generations                                  | Teniente Worf                 | 1994      |
| Samuel L. Jackson   | Pulp Fiction                                            | Jules Winnfield               | 1994      |
| Cheech Marin        | Abierto hasta el amanecer                               | Chet                          | 1995      |
| David Ogden Stiers  | Pocahontas                                              | Gobernador Ratcliffe          | 1995      |
| Don Rickles         | Toy Story                                               | Sr. Patata                    | 1995      |
| Miguel Ángel Jenner | Mortadelo y Filemón                                     | El Súper                      | 1995      |
| Pete Postlethwaite  | Sospechosos habituales                                  | Kobayashi                     | 1995      |
| Robbie Coltrane     | 007: GoldenEye                                          | Valentin Dmitrovich Zukovsky  | 1995      |
| Samuel L. Jackson   | La jungla de cristal 3: La venganza                     | Zeus Carver                   | 1995      |
| Ernie Sabella       | Timón y Pumba                                           | Pumba                         | 1995-1999 |
| David Ogden Stiers  | El jorobado de Notre Dame                               | Archidiácono                  | 1996      |
| Michael Dorn        | Star Trek: First Contact                                | Teniente Worf                 | 1996      |
| Maurice LaMarche    | Space Jam                                               | Pepe Le Pew                   | 1996      |
| Ving Rhames         | Misión imposible                                        | Luther Stickell               | 1996      |
| Hugh Laurie         | 101 dálmatas: ¡Más vivos que nunca!                     | Gaspar                        | 1997      |
| Jerry Orbach        | La bella y la bestia 2: Una Navidad encantada           | Lumière                       | 1997      |
| Lanny Flaherty      | El hada novata                                          | Duane                         | 1997      |
| Maury Chaykin       | Un ratoncito duro de roer                               | Alexander Falko               | 1997      |
| Samuel L. Jackson   | Jackie Brown                                            | Ordell Robbie                 | 1997      |
| Vincent Schiavelli  | 007: El mañana nunca muere                              | Dr. Kaufman                   | 1997      |
| David Ogden Stiers  | Pocahontas II: Journey to a New World                   | Gobernador Ratcliffe          | 1998      |
| Ernie Sabella       | El rey león 2: El tesoro de Simba                       | Pumba                         | 1998      |
| Jean Reno           | Godzilla                                                | Philippe Roaché               | 1998      |
| Jerry Orbach        | El mundo mágico de Bella                                | Lumière                       | 1998      |
| Michael Dorn        | Star Trek: Insurrection                                 | Teniente Worf                 | 1998      |
| Don Rickles         | Toy Story 2                                             | Sr. Patata                    | 1999      |
| Duane Whitaker      | Abierto hasta el amanecer 2: Texas Blood Money          | Luther                        | 1999      |
| Robbie Coltrane     | 007: El mundo nunca es suficiente                       | Valentin Dmitrovich Zukovsky  | 1999      |
| Jean Reno           | Los ríos de color púrpura                               | Comisario Pierre Niemans      | 2000      |
| Oliver Reed         | Gladiator: El gladiador                                 | Antonio Próximo               | 2000      |
| Samuel L. Jackson   | Shaft                                                   | John Shaft                    | 2000      |
| Ving Rhames         | Misión imposible 2                                      | Luther Stickell               | 2000      |
| James Coburn        | Monstruos S.A.                                          | Henry J. Waternoose           | 2001      |
| Jean Reno           | Dos colgados en Chicago                                 | Conde Thibault de Malfete     | 2001      |
| John Rhys-Davies    | El Señor de los Anillos: la Comunidad del Anillo        | Gimli                         | 2001      |
| John Rhys-Davies    | El Señor de los Anillos: las dos torres                 | Gimli                         | 2002      |
| Michael Dorn        | Star Trek: Nemesis                                      | Teniente Worf                 | 2002      |
| Bill Nighy          | Underworld                                              | Viktor                        | 2003      |
| John Rhys-Davies    | El Señor de los Anillos: el retorno del Rey             | Gimli                         | 2003      |
| Ernie Sabella       | El rey león 3: Hakuna Matata                            | Pumba                         | 2004      |
| Jean Reno           | Los ríos de color púrpura 2-los ángeles del apocalipsis | Comisario Pierre Niemans      | 2004      |
| Samuel L. Jackson   | Kill Bill: Volumen 2                                    | Rufus                         | 2004      |
| Tobin Bell          | Saw                                                     | John Kramer / Puzzle          | 2004      |
| David P. Smith      | Shark Tale                                              | Loco Joe                      | 2004      |
| Keith David         | Sr. y Sra. Smith                                        | Padre                         | 2005      |
| Samuel L. Jackson   | Entrenador Carter                                       | Ken Carter                    | 2005      |
| Tobin Bell          | Saw 2                                                   | John Kramer / Puzzle          | 2005      |
| Bill Nighy          | Underworld Evolution                                    | Viktor                        | 2006      |
| Giancarlo Giannini  | 007: Casino Royale                                      | René Mathis                   | 2006      |
| Jean Reno           | El código Da Vinci                                      | Capitán Bezu Fache            | 2006      |
| Jean Reno           | La pantera rosa                                         | Gendarme Gilbert Ponton       | 2006      |
| Jean Reno           | Flushed Away                                            | Le Frog                       | 2006      |
| Samuel L. Jackson   | Serpientes en el avión                                  | Neville Flynn                 | 2006      |
| Tobin Bell          | Saw 3                                                   | John Kramer / Puzzle          | 2006      |
| Ving Rhames         | Misión imposible 3                                      | Luther Stickell               | 2006      |
| Danny Trejo         | Halloween: El origen                                    | Isamel Cruz                   | 2007      |
| Hugo Weaving        | Transformers                                            | Megatron                      | 2007      |
| Keith Richards      | Piratas del Caribe: en el fin del mundo                 | Capitán Edward Teague Sparrow | 2007      |
| Tobin Bell          | Saw 4                                                   | John Kramer / Puzzle          | 2007      |
| Giancarlo Giannini  | 007: Quantum of Solace                                  | René Mathis                   | 2008      |
| Samuel L. Jackson   | Iron Man                                                | Coronel Nick Furia            | 2008      |
| Tobin Bell          | Saw 5                                                   | John Kramer / Puzzle          | 2008      |
| Bill Nighy          | Underworld: La rebelión de los licántropos              | Viktor                        | 2009      |
| Erick Avari         | Siempre a tu lado, Hachiko                              | Shabir                        | 2009      |
| Hugo Weaving        | Transformers: la venganza de los caídos                 | Megatron                      | 2009      |
| Jean Reno           | La pantera rosa 2                                       | Gendarme Gilbert Ponton       | 2009      |
| Tobin Bell          | Saw 6                                                   | John Kramer / Puzzle          | 2009      |
| Danny Trejo         | Predators                                               | Cuchillo                      | 2010      |
| Don Rickles         | Toy Story 3                                             | Sr. Patata                    | 2010      |
| Samuel L. Jackson   | Iron Man 2                                              | Coronel Nick Furia            | 2010      |
| Timothy Spall       | El discurso del rey                                     | Winston Churchill             | 2010      |
| Tobin Bell          | Saw 7                                                   | John Kramer / Puzzle          | 2010      |
| Hugo Weaving        | Transformers: el lado oscuro de la luna                 | Megatron                      | 2011      |
| Keith Richards      | Piratas del Caribe: en mareas misteriosas               | Capitán Edward Teague Sparrow | 2011      |
| Samuel L. Jackson   | Thor                                                    | Coronel Nick Furia            | 2011      |
| Samuel L. Jackson   | Capitán América: el primer vengador                     | Coronel Nick Furia            | 2011      |
| Tim McInnerny       | Johnny English Returns                                  | Patch Quartermaine            | 2011      |
| Tony Todd           | Destino final 5                                         | William Bludworth             | 2011      |
| Ving Rhames         | Misión imposible: Protocolo fantasma                    | Luther Stickell               | 2011      |
| F. Murray Abraham   | Homeland                                                | Dar Adal                      | 2012-2018 |
| Miguel Ángel Jenner | Las aventuras de Tadeo Jones                            | Kopponen                      | 2012      |
| Samuel L. Jackson   | Los Vengadores                                          | Coronel Nick Furia            | 2012      |
| Samuel L. Jackson   | Django desencadenado                                    | Stephen                       | 2012      |
| Scott Glenn         | El legado de Bourne                                     | Ezra Kramer                   | 2012      |
| Samuel L. Jackson   | Captain America: The Winter Soldier                     | Coronel Nick Fury             | 2013      |
| Samuel L. Jackson   | Turbo (película)                                        | Whiplash                      | 2013      |
| Jōji Nakata         | Sonic Lost World                                        | Zavok                         | 2013      |
| Samuel L. Jackson   | RoboCop                                                 | Patrick "Pat" Novak           | 2014      |
| Samuel L. Jackson   | Avengers: Age of Ultron                                 | Coronel Nick Fury             | 2015      |
| Samuel L. Jackson   | Los odiosos ocho                                        | Marquis Warren                | 2015      |
| Ving Rhames         | Misión imposible: Nación secreta                        | Luther Stickell               | 2015      |
| J. K. Simmons       | Kung Fu Panda 3                                         | Kai                           | 2016      |
| Sahr Ngaujah        | Overwatch                                               | Doomfist                      | 2017      |
| Ian McKellen        | La bella y la bestia                                    | Din Don                       | 2017      |
| Miguel Ángel Jenner | Tadeo Jones 2: El secreto del rey Midas                 | Jack Rackham                  | 2017      |
| Paul Reiser         | Stranger Things                                         | Dr. Sam Owens                 | 2017      |
| Tobin Bell          | Saw 8                                                   | John Kramer / Puzzle          | 2017      |
| Ving Rhames         | Misión imposible: Fallout                               | Luther Stickell               | 2018      |
| Don Rickles         | Toy Story 4                                             | Sr. Patata                    | 2019      |
| Michael-Leon Wooley | Cyberpunk 2077                                          | Dexter DeShawn                | 2020      |
| Samuel L. Jackson   | Spiral: Saw                                             | Marcus Banks                  | 2021      |
| John Rhys-Davies    | Indiana Jones y el dial del destino                     | Sallah                        | 2023      |